# Оливейра-де-Аземейш (район)
Оливейра-де-Аземейш (порт. Oliveira de Azeméis) — район (фрегезия) в Португалии, входит в округ Авейру. Является составной частью муниципалитета Оливейра-де-Аземейш. Находится в составе крупной городской агломерации Большое Авейру. По старому административному делению входил в провинцию Бейра-Литорал. Входит в экономико-статистический субрегион Энтре-Доуру-и-Воуга, который входит в Северный регион. Население составляет 11 168 человек. Занимает площадь 7,27 км².
Покровителем района считается Архангел Михаил (порт. S. Miguel).